# کم‌خونی آپلاستیک
آنمی آپلاستیک (آپلازی) به گونه‌ای از کم‌خونی گفته می‌شود که در آن مغز استخوان سلول‌های جدید خونی به اندازه کافی تولید نمی‌کند. در کم خونی معمولی تنها با کاهش گلبول‌های قرمز روبرو هستیم اما در این بیماری علاوه بر کاهش گلبول قرمز، با کاهش تولید دیگر سلول‌های خونی نیز روبرو هستیم که به آن پان‌سیتوپنی گویند. به عنوان مثال، شخصی که دربرابر پرتوهای زیانبار ناشی از یک انفجار هسته‌ای قرار می‌گیرد ممکن است دچار تخریب کامل مغز استخوان و در پی آن در ظرف چند هفته مبتلا به آنمی کشنده شود و همچنین ممکن است این بیماری در اثر مصرف تیواوراسیل‌ها و باربیتورات‌ها نیز ایجاد شود. به همین ترتیب درمان بیش از حد با بعضی مواد شیمیایی صنعتی و حتی داروهایی که شخص ممکن است نسبت به آنها حساس باشد می‌توانند یا برخی تومورها همین اثر را ایجاد کنند.

## نشانه‌ها
کم خونی به همراه کاهش پلاکت (Thrombocytopenia)، کاهش گلبول سفید (Leukopenia) و کاهش رتیکولوسیت
(Reticulocytopenia) از نشانه‌های آن است.
مهمترین فرق میان کم‌خونی آپلاستیک با سندرم میلودیسپلاستیک این است که در سندرم میلودیسپلاستیک سلول‌های خونی غیرعادی یا نابالغ ساخته می‌شوند ولی در کم‌خونی آپلاستیک تولید همهٔ سلول‌های خونی با کاهش شدید روبرو است.
پان سیتوپنی یکی از بارزترین علائم در این آنمی است. یاخته‌های سرخ معمولاً نرموسیتیک-نرموکرومیک هستند.

## درمان
اقدامات حمایتی مثل ترانسفوزیون مکرر و درمان عفونت، پیوند مغز استخوان و به‌کارگیری عوامل سرکوب ایمنی؛ درمان‌های اولیه این بیماری هستند.

## آپلازی مادرزادی خالص گلبول قرمز
آپلازی مادرزادی خالص گلبول قرمز (Congenital Pure Red Cell Aplasia) اختلالی بسیار نادر است که در آن مغز استخوان به تعداد کافی گلبول قرمز تولید نمی‌کند. این اختلال معمولاً در اولین سال زندگی مشاهده می‌شود. ممکن است شصت دست بیماران تغییر شکل دهد و آنها به مشکلات جسمی دیگری دچار شوند. در این بیماران خطر لوسمی و سارکوم (مخصوصاً استئوسارکوم (نوعی از سرطان استخوان)) نیز افزایش می‌یابد.